# Dekanija Novo mesto
Dekanija  je rimskokatoliška dekanija škofije Novo mesto, katere sedež je v Novem mestu. Do 7. aprila 2006 je bila dekanija del nadškofije Ljubljana. Dekanijska cerkev je cerkev sv. Nikolaja.
Trenutno (2006) dekanijo sestavlja 17 župnij:
- Bela Cerkev
- Brusnice
- Črmošnjice
- Mirna Peč
- Novo mesto - Kapitelj
- Novo mesto - Sv. Janez
- Novo mesto - Sv. Lenart
- Novo mesto - Šmihel
- Podgrad
- Poljane - Dolenjske Toplice
- Prečna
- Soteska
- Stopiče
- Šmarjeta
- Št Peter - Otočec
- Toplice
- Vavta vas